# Luis von Ahn
Luis von Ahn (sinh ngày 19 tháng 8 năm 1978) là một doanh nhân ở Guatemala và một giáo sư tại Khoa Khoa học máy tính tại Đại học Carnegie Mellon.  Ông được biết đến như là một trong những người tiên phong của crowdsourcing. Ông là người sáng lập của công ty reCAPTCHA, được bán cho Google trong năm 2009,  và là đồng sáng lập và Giám đốc điều hành của Duolingo, một nền tảng học ngôn ngữ phổ biến.

## Tiểu sử
Von Ahn đã được sinh ra và lớn lên ở thành phố Guatemala, nơi mà cả cha mẹ của ông đã làm việc như các bác sĩ và gia đình của ông sở hữu một nhà máy kẹo.  Ông tốt nghiệp từ các American School of Guatemala vào năm 1996. Ông đã nhận được một BS trong toán học ( summa cum laude ) từ Đại học Duke năm 2000,  và lấy bằng tiến sĩ từ Đại học Carnegie Mellon vào năm 2005 dưới sự giám sát của giáo sư Manuel Blum. Năm 2006, ông tham gia giảng dạy tại Mellon học Carnegie Khoa học Máy tính nơi mà sau này ông đã gặp Hacker Severin là đồng sáng lập Duolingo

## Làm việc
Là một giáo sư, nghiên cứu của ông bao gồm CAPTCHA và tính toán của con người, đã mang lại cho ông công nhận quốc tế và rất nhiều danh hiệu. Ông đã được trao một giải thưởng MacArthur Fellowship năm 2006, của David và Lucile Packard Foundation Fellowship năm 2009, một học bổng Sloan trong năm 2009, và một Microsoft mới Khoa học bổng trong năm 2007, và giải thưởng nghề nghiệp của Tổng thống sớm cho các nhà khoa học và kỹ sư vào năm 2012.Ông cũng đã được đặt tên là một trong 50 Brains nhất trong khoa học bởi Khám phá , và đã làm cho nó với nhiều danh sách công nhận bao gồm Popular Science 's Brilliant 10, Silicon.com của 50 người ảnh hưởng nhất trong công nghệ, MIT Technology Review ' s TR35: Young Innovators Dưới 35 tuổi, và Fast Company ' 100 người sáng tạo nhất trong kinh doanh s.
Siglo Veintiuno , một trong những tờ báo lớn nhất ở Guatemala, đã chọn ông là người của năm vào năm 2009. Năm 2011, Tạp chí Chính sách Đối ngoại tại Tây Ban Nha đặt tên ông là người trí thức có ảnh hưởng nhất của Mỹ Latinh và Tây Ban Nha.
Von Ahn của nghiên cứu ban đầu  là trong lĩnh vực mật mã học. Với Nicholas J. Hopper và John Langford, ông là người đầu tiên cung cấp các định nghĩa nghiêm ngặt củasteganography và để chứng minh rằng steganography tư nhân quan trọng là có thể.
Năm 2000, ông đã làm việc tiên phong đầu với Manuel Blum trên CAPTCHA, kiểm tra máy tính tạo ra con người thường có thể vượt qua nhưng mà máy tính chưa làm chủ được. Các thiết bị này được sử dụng bởi các trang web để ngăn chặn các chương trình tự động hoặc chương trình, từ phạm vào lạm dụng quy mô lớn, chẳng hạn như tự động đăng ký cho số lượng lớn các tài khoản hoặc mua số lượng lớn vé để bán lại bởi phe vé. CAPTCHA mang von Ahn sự nổi tiếng đầu tiên của mình trong công chúng do tính phù hợp của họ trong New York Times và USA Today và trên kênh Discovery, NOVA scienceNOW, và các cửa hàng chính thống khác.
Tiến sĩ Von Ahn luận án, hoàn thành năm 2005, là ấn phẩm đầu tiên sử dụng thuật ngữ " tính con người " mà ông đã đặt ra, đề cập đến các phương pháp kết hợp trí tuệ của con người với máy tính để giải quyết vấn đề mà không thể giải quyết một mình. Tiến sĩ Von Ahn Luận án là công trình đầu tiên về Games With A Purpose, hoặc GWAPs, đó là trò chơi của người sản xuất tính toán hữu ích như là một tác dụng phụ. Ví dụ nổi tiếng nhất là game ESP, một trò chơi trực tuyến, trong đó hai người kết hợp ngẫu nhiên được đồng thời thể hiện những hình ảnh đó, không có cách nào để liên lạc. Mỗi sau đó liệt kê một số từ hoặc cụm từ mô tả các hình ảnh trong một thời gian giới hạn, và được thưởng bằng điểm cho một trận đấu. Trận đấu này hóa ra là một mô tả chính xác của hình ảnh, và có thể được sử dụng thành công trong một cơ sở dữ liệu cho công nghệ tìm kiếm hình ảnh chính xác hơn. ESP game đã được cấp phép bởi Google dưới dạng các hình ảnh Labeler Google, và được sử dụng để cải thiện tính chính xác của Google Image Search. Trò chơi von Ahn đưa cậu bảo hiểm hơn nữa trong các phương tiện truyền thông chính thống. Luận án của ông đã giành được giải thưởng luận án tiến sĩ xuất sắc nhất từ Trường Khoa học máy tính của Đại học Carnegie Mellon.
xxxxliên_kết=https://en.wikipedia.org/wiki/%7Ctrái%7Cnhỏ%7C233x233px%7CVon Ahn in 2006]]
Vào tháng 7 năm 2006, von Ahn đã có cuộc trao đổi công nghệ tại Google "Nhân Tính" (tức là, crowdsourcing) được theo dõi bởi hơn một triệu người xem. 
Trong năm 2007, von Ahn phát minh reCAPTCHA, một hình thức mới của CAPTCHA đó cũng giúp số hóa sách. Trong reCAPTCHA, những hình ảnh của từ được hiển thị cho người dùng đến trực tiếp từ sách cũ có được số hóa; họ là những từ mà nhận dạng ký tự không thể xác định và được gửi đến mọi người khắp các trang web được xác định. ReCAPTCHA hiện đang được sử dụng bởi hơn 100.000 trang web và được chép hơn 40 triệu từ mỗi ngày. 
Năm 2011, ông được trao ghế phát triển A. Nico Habermann trong khoa học máy tính,  được trao giải thưởng mỗi ba năm để một giảng viên cơ sở của lời hứa bất thường trong các trường học của Khoa học Máy tính.
Như năm 2014, von Ahn đang làm việc trên Duolingo, một công ty nhằm mục đích phối hợp hàng triệu người để dịch các trang web vào tất cả các ngôn ngữ chính.

## Giảng dạy
Von Ahn đã sử dụng một số kỹ thuật khác thường trong việc giảng dạy của mình, đã đem lại cho ông nhiều giải thưởng giảng dạy tại Đại học Carnegie Mellon. Trong mùa thu năm 2008, ông bắt đầu dạy một khóa học mới tại Đại học Carnegie Mellon mang tên "Khoa học của Web". Một sự kết hợp của lý thuyết đồ thị và khoa học xã hội, khóa học bao gồm các chủ đề từ mạng và lý thuyết trò chơi để bán đấu giá lý thuyết.